# روبرت ميلز (سياسي)
روبرت ميلز (بالإنجليزية: Rupert Mills)‏ هو منافس ألعاب قوى وسياسي أمريكي، ولد في 12 أكتوبر 1892 بنيوآرك في الولايات المتحدة، وتوفي في 20 يوليو 1929 في الولايات المتحدة.

## روابط خارجية
- روبرت ميلز على موقعبيزبول رفرنس.كوم (الدوري الرئيسي) (الإنجليزية)
- روبرت ميلز على موقعبيزبول رفرنس.كوم (الدوري الثانوي) (الإنجليزية)